# 打安镇
打安镇，是中华人民共和国海南省白沙黎族自治县下辖的一个乡镇级行政单位。

## 行政区划
打安镇下辖以下地区：
打安村、南达村、合水村、可程村、福妥村、子雅村、田表村和朝安村。